# Edna Kiplagat
Edna Kiplagat (15 de setembre de 1979, Kenya) és una corredora de fons kenyana. Actualment és la campiona del món de marató.

## Trajectòria
Kiplagat va guanyar la medalla de plata en els 3000 metres al Campionat Mundial Junior de 1996 i una medalla de bronze al Campionat Mundial Junior de 1998 en la mateixa distància.
L'any 2010 va guanyar la marató de Los Angeles i la marató de Nova York.
Al Campionat Mundial de 2011 celebrat a Daegu, es va proclamar campiona del món de marató, títol que va tornar a aconseguir dos anys després en el Campionat Mundial de 2013, per la qual cosa es va convertir en la primera dona que el revalidava.
El 13 d'abril de 2014 va guanyar el marató de Londres amb un temps de 2:20:21. I al 2017 la marató de Boston.

## Palmarès
| Any  | Competició               | Lloc        | Posat | Prova  | Temps   |
| ---- | ------------------------ | ----------- | ----- | ------ | ------- |
| 1996 | Campionat Mundial Junior | Sydney      | 2n.   | 3000 m | 8:53,06 |
| 1998 | Campionat Mundial Junior | Annecy      | 3r.   | 3000 m | 9:05,46 |
| 2010 | Marató de Los Angeles    | Los Angeles | 1r.   | Marató | 2:25:38 |
| 2010 | Marató de Nova York      | Nova York   | 1r.   | Marató | 2:28:20 |
| 2011 | Campionat Mundial        | Daegu       | 1r.   | Marató | 2:28:43 |
| 2013 | Campionat Mundial        | Moscou      | 1r.   | Marató | 2:25:44 |
| 2014 | Marató de Londres        | Londres     | 1r.   | Marató | 2:20:21 |